# Shannon Moore
Shannon Moore (n. 27 iulie 1979, Cameron, Carolina de Nord, SUA) este un wrestler american semnat de promoția WWE. În prezent este în rosterul Smack Down.

## Cariera
Shannon Moore a început wrestlingul în federația de backyard wrestling a prietenului său Matt Hardy și a fratelui său Jeff Hardy. După ce frații Hardy au început wrestlingul profesionist, l-au antrenat pe Shannon care a debutat împotriva lui Jeff pe 8 aprilie 1995.Moore a început să lupte în circuite independente cum ar fi:North Carolina-based Southern Championship Wrestling și National Championship Wrestling unde a luptat sub numele de Kid Dinamo.În plus el a luptat deseori în promoția Organization of Modern Extreme Grappling Arts(Omega),promoție condusă de Hardys.În acest timp el l-a cunoscut pe Gregory Helms cu care a făcut echipă în World Championship Wrestling(WCW).La sfârșitul anilor 90,Moore,a început să lucreze pentru Tennessee-based Music City Wrestling. 

### World Championship Wrestling
În anul 1999,Moore a fost angajat de către WCW.Jimmy Hart a reușit să formeze o nouă echipă
numită 3 Count și ai cărei membrii erau: Evan Karagias, Shane Helms și Shannon Moore.3 Count au debutat în WCW în Noiembrie 1999,de atunci și-au format un obicei,acela de a cânta melodia Can't Get You Out Of My Heart" înainte de fiecare meci.
Pe 28 Februarie anul 2000 într-un episod al World Championship Wrestling care a avut loc in Minneapolis, Minnesota.Toți cei trei membrii ai echipei au reușit să îl învingă pe Brian Knobbs pentru a deveni WCW Hardcore Co-Champions,după acel meci Moore a devenit cel mai tânăr om ce a reușit să cucerească titlul hardcore în WCW.3 count au reușit să-și apere titlul până pe 19 Martie când la ppv'ul Uncensored au fost învinși de către același Knobbs care a reușit să facă pinul pe cei trei consecutiv.
3 Count'ul a pierdut un membru în anul 2000și anume pe Karagias care și-a adunat forțele cu fostul membru al echipei Jung Dragons, Jamie-Sun.